# يوهان دانيال تيتيوس

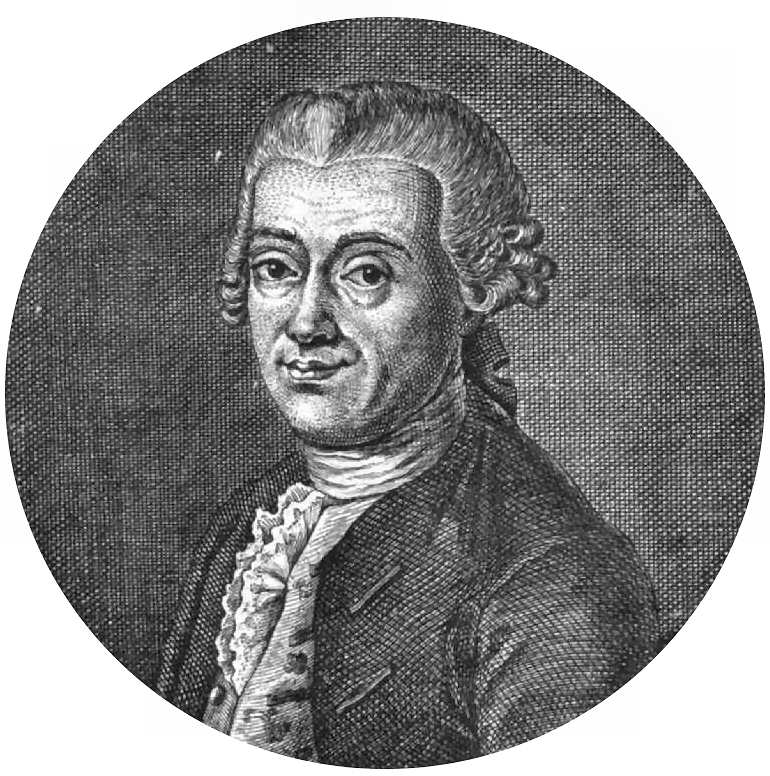
يوهان دانيال تيتيوس

يوهان دانيال تيتيوس (بالألمانية: Johann Daniel Titius)‏ ولد في 2 يناير 1729 وتوفي 16 ديسمبر 1796 كان عالم فلك ألماني وأستاذ في فيتنبرغ.
ولد تيتيوس في كونيتز، بروسيا الملكية إلى جاكوب تيتز، تاجر وعضو في مجلس النواب في كونيتز، وماريا دوروثيا، وكان اسمه الأصلي يوهان تيتز، ولكن كعادة القرن الثامن عشر، عندما أصبح أستاذا جامعيا، أعطي نفسه لقب لاتيني وهو لتيتيوس. وحضر تيتز المدرسة في دانزيغ (غدانسك) ودرس في جامعة لايبزيغ (1749-1752). توفي في فيتنبرغ، ولاية سكسونيا. 

## رسالته في علم الفلك
اشتهر لصياغة قانون تيتيوس-بود، واستخدم هذه القاعدة للتنبؤ بوجود وحدة فلكية في 2.8 من الشمس. حدث هذا في عام 1766، عندما أدرج ملاحظته على مسافات الكواكب في ترجمة ألمانية لكتاب تشارلز بونيه «التأمل في الطبيعة». وكان اقتراحه بأن تكون هذه الوحدة صغيرة بالضرورة قد حل محله في وقت لاحق من قبل ادعاء يوهان إليرت بودي لكون وحدة تشبه الكوكب، تم تحديدها لاحقا على أنها سيريس. ويرجع ذلك جزئيا إلى قانون تيتيوس-بودي، أول الكواكب الأربعة الأولى كانت في البداية تصنف ككواكب كاملة. بعد انقطاع دام خمسة عشر عاما، بدأت الكواكب الصغيرة الأخرى تكتشف بمعدلات متزايدة باطراد، ثم أعيد تصنيف سيريس وما حوله في نهاية المطاف «كواكب صغيرة» أو «كويكبات». وبسبب شكله الكروي، أعيد تصنيف سيريس ككوكب قزم في عام 2006.
[بحاجة لمصدر][بحاجة لمصدر]

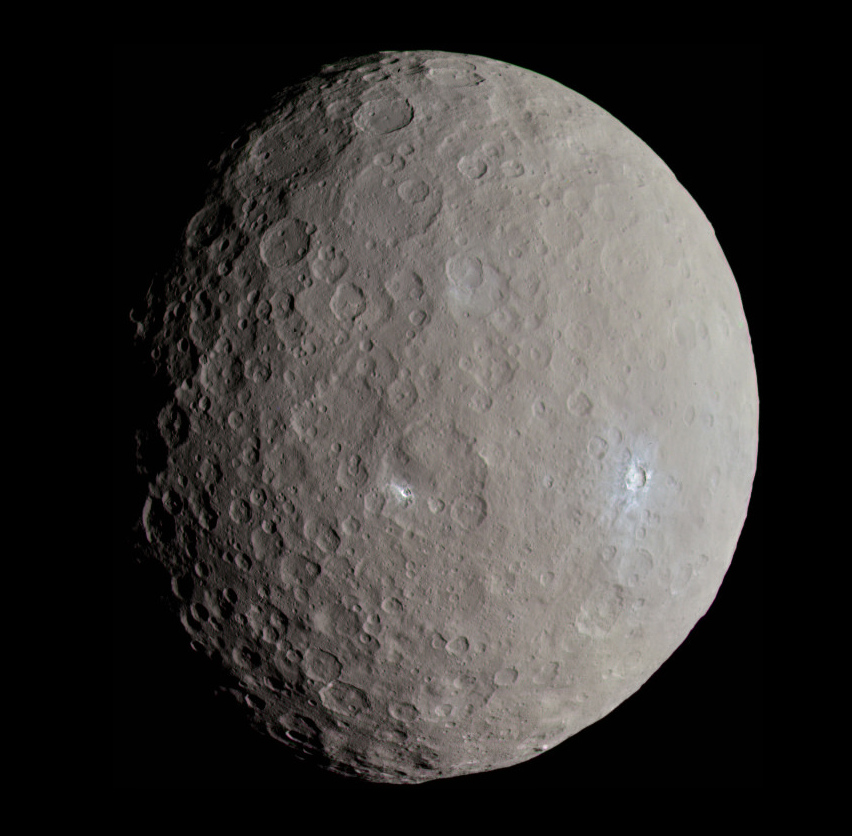
كويكب سيريس

يطلق على الكويكب 1998 تيتيوس، حفرة تيتيوس على سطح القمر تكريما له.

## الفيزياء
نشر تيتيوس عددا من الأعمال في مجالات أخرى في الفيزياء، مثل مجموعة من الشروط والقواعد لإجراء التجارب، وكان يركز بشكل خاص في قياس الحرارة. في عام 1765 قدم استطلاعا للحرارة حتى ذلك التاريخ. وكتب عن مقياس الحرارة المعدني الذي شيده هانز لويزر. في أطروحاته على كل من الفيزياء النظرية والتجريبية، أدرج النتائج من علماء آخرين، مثل أوصاف التجارب التي كتبها جورج وولفغانغ كرافت في 1738.

## علم الأحياء
كان تيتيوس أيضا نشطا في علم الأحياء، وخاصة في تصنيف الكائنات الحية والمعادن. تأثر عمله البيولوجي بكارولوس لينيوس. «ليربغريف دير ناتورجشيشت زوم إرستن ونتريشت»، نشره الأكثر شمولا في علم الأحياء، وكان على تصنيف منهجي للنباتات والحيوانات والمعادن، وكذلك المواد الأساسية كالأثير والنار والهواء والماء والأرض.

## وصلات خارجية
- يوهان دانيال تيتيوس على موقع الموسوعة البريطانية (الإنجليزية)
- KDG Wittenberg: Prof. Dr. Joh. Daniel Titius
- Plants and Planets: The Law of Titius-Bode explained by H.J.R. Perdijk